# Liste der Handfeuerwaffen/H
Übersicht im Referenzwerk zu "Handfeuerwaffen H-Jyväskylä."

## H#…
- H&R M-4 Survival Gun
- H&R Ultra Varmint

## HA…
- HAC-7 (Holloway Arms Co)
- Haenel-Schmeiser M1 1920 (6,35 mm Browning)
- Haenel Sportmodell 49a Federdruckgewehr 4,4 mm
- Haenel MK 556
- Haenel Modell 310 Federdruckgewehr 4,4 mm
- Hakim Rifle (7,92 × 57 mm)
- Handrohr
- Harris Gun Works M-86
- Harris Gun Works M-92
- Harris Gun Works M-96
- Hastings 9 mm rifle

## HÄ…
- Hämmerli 150
- Hämmerli 208
- Hämmerli 215
- Hämmerli 280
- Hämmerli x-esse
- Hämmerli SP 20
- Hämmerli 450

## HD…
- HDH Revolver

## HE…
- Helenius RK-97
- Helenius RK-20
- Helenius RK-99
- Maschinengewehr des Standschützen Hellriegel
- Helwan H9 Brigadier
- Henry-Rifle/Henrystutzen
- Hesse Arms 50 BMG Rifle

## HI…
- High Standard HDM (Kleinkaliberpistole)
- High Standard Supermatic Citation Model 107 Military
- High Standard Model 10 (USA – Selbstladeflinte – Kaliber 12)
  - High Standard Model 10A
  - High Standard Model 10B
- High Standard Derringer
- Hi-Point .45 ACP
- Hi-Point 995 Carbine

## HK – Heckler & Koch
- HK 4 (Pistole)
  - P11
- HK 11 (leichtes MG)
  - HK 11A1
  - HK 11E
- HK 13 (leichtes MG)
  - HK 13E
- HK 21 (MG)
  - HK 21A1
  - HK 21E
- HK 23 (MG)
  - HK 23E
  - HK 73
- HK 32 (Sturmgewehr)
  - HK 32KA3
- HK 33 (Sturmgewehr)
  - HK 33A2
  - HK 33A3
  - HK 33E
  - HK 33ESA3
  - HK 33E-TGS
  - HK 33KA3
  - HK 33SG/1
- HK 36 (4,6 × 36 mm)
- HK 41 (Reservistengewehr)
- HK 43
- HK 45 (Pistole)
- HK 51 (Vollmer Conversion)
  - HK 51A2
  - HK 51A3
  - HK 51K
- HK 53
  - HK 53 MICV
  - HK 53A2
  - HK 53A3
  - HK 53B (Vollmer Conversion)
  - HK 53K (Vollmer Conversion)
- HK 54
  - HK 54A1
- HK 69 (40-mm-Granatwerfer)
  - HK 69A1 (40-mm-Granatwerfer)
- HK 73
- HK 79 (40-mm-Granatwerfer)
- HK 81
- HK 91
  - HK 91A2
  - HK 91A3
- HK 93
  - HK 93A2
  - HK 93A3
- HK 94
  - HK 94A2
  - HK 94A3
  - HK 94KA1
- HK 169 (Deutschland – Granatwerfer 40 × 46 mm)
- HK 270
- HK 300
- HK416 (Deutschland – Sturmgewehr – 5,56 × 45 mm NATO)
- HK417 (Deutschland – Sturmgewehr – 7,62 × 51 mm NATO)
- HK 502
- HK 512
- HK 630
- HK 770
- HK 911
- HK 940
- HK ACR (G11 Variant)
- HK AG36 (40-mm-Granatwerfer)
  - HK AG-C (L17A1)
  - HK AG-NL
  - HK AG-SA (L17A2)
  - HK EGLM
  - HK XM320
- HK BASR
- HK/Benelli M1 Super 90
- HK/Benelli M3 Super 90
- HK/Benelli M1014/M4 Super 90 Combat Shotgun
- HK CAWS
- HK EFL
- HK/FABARM FP6
- HK G3 (Deutschland – Sturmgewehr – 7,62 × 51 mm NATO)
  - HK G3A1
  - HK G3A2
  - HK G3A3
  - HK G3A3 ZF
  - HK G3A4
  - HK G3A5
  - HK G3A6
  - HK G3A7
  - HK G3KA4 ZF
  - HK G3SG/1
  - HK G3-TGS
- HK G8
  - HK G8A1
- HK G11
- HK G36
  - HK G36C (Commando/Compact)
  - HK G36E
  - HK G36K (Kurz)
  - HK G36KE (Kurz)
- HK G41
  - HK G41A2
  - HK G41KA3
  - HK G41-TGS
- HK GMW
- HK GR2
  - HK GR2C
  - HK GR2S
- HK GR3
  - HK GR3E A2S
  - HK GR3KS
- HK GR6
  - HK GR6C
  - HK GR6S
- HK GR9
  - HK GR9C
  - HK GR9S
- HK M27 (Sturmgewehr – 5,56 mm – Deutschland/USA)
- HK MG4 (früher HK MG43)
- HK MK23 (auch bekannt als Mark 23 Mod 0 oder HK SOCOM)
- HK MP5 (Maschinenpistole 5)
  - HK MP5A1
  - HK MP5A2
  - HK MP5A3
  - HK MP5A4
  - HK MP5A5
  - HK MP5/10
    - HK MP5/10A2
    - HK MP5/10A3
    - HK MP5/10SD

  - HK MP5/40
    - HK MP5/40A2
    - HK MP5/40A3

  - HK MP5/M203PI
  - HK MP5 PIP
  - HK MP5F
  - HK MP5K
    - HK MP5KA1
    - HK MP5KA4
    - HK MP5KA5
    - HK MP5K-N
    - HK MP5K PDW (Personal Defence Weapon)

  - HK MP5N
    - HK MP5N RIS

  - HK MP5PT
  - HK MP5SD (Schalldämpfer)
    - HK MP5SD1
    - HK MP5SD2
    - HK MP5SD3
    - HK MP5SD4
    - HK MP5SD5
    - HK MP5SD6
    - HK MP5SD-N
- HK MP7A1-PDW (Deutschland – MP – 4,6 × 30 mm)
- HK MP2000
- HK MR223
- HK MR308
- HK MSG3
- HK MSG90
  - HK MSG90A1
  - HK MSG90-DMR
- HK XM29 OICW (Objective Individual Combat Weapon)
- HK P2A1
- HK P7 (Pistole)
  - HK PSP
  - HK P7M8
  - HK P7M13
  - HK P7M10
  - HK P7K3
  - HK P7M7
  - HK P7PT8
  - HK P80
- HK P8 (Pistole)
- HK P9
  - HK P9S
  - HK P9K
- HK P10
- HK P11 (Unterwasserpistole)
- HK P12
- HK P20
- HK P30
- HK P46 (auch UCP-Universal Combat Pistol, eingestellt)
- HK P80
- HK P2000
  - HK P2000SK
  - HK P20
- HK PSG1
- HK SFP9SF
- HK SL6
- HK SL7
- HK SL8
  - HK SL8-4
- HK SL9SD
- HK SLB2000
- HK SMG I
- HK SMG II
- HK SP89
- HK SR9
  - HK SR9T
  - HK SR9TC
- HK UMP (Universale Maschinenpistole)
  - HK UMP9
  - HK UMP40
  - HK UMP45
- HK USC
- HK USP (Deutschland – Pistole – 9 × 19 mm)
  - HK USP9
    - HK P8
    - HK USP9SD

  - HK USP40
  - HK USP45
    - HK USP45 Tactical
      - HK P12

  - HK USP Compact
    - HK P10
    - HK USP Compact Tactical

  - HK USP Custom Sport
  - HK USP Expert
  - HK USP Elite
  - HK USP Match
- HK VP70 (Pistole)
  - HK VP70M
  - HK VP70Z
- HK WSG2000
- HK XM8 (Sturmgewehr)

## HO…
- Holek (Alfa-Proj CZ)
- Hopkins & Allen Pocket Revolver
- Hopkins & Allen XL No. 4
- Hopkins & Allen XL No. 5
- Hotchkiss Universal
- Howa Type 64
- Howa Type 89
  - Howa Type 89-F
- Howa M1500
- Howa M3000
- Howa AR18

## HS…
- HS2000 (Kroatische Pistole)
- HS Produkt VHS (Kroatisches Sturmgewehr)